# Limerick (poesi)
 For alternative betydninger, se Limerick. (Se også artikler, som begynder med Limerick)
Limerick er en kort, ofte humoristisk eller frivol form for digt, der overholder en bestemt struktur.

## Struktur
Et limerick består af fem linjer, hvor der er to sæt enderim: "A-A-B-B-A". Antallet af stavelser er tilsvarende for de fem linjer: "9-9-5-5-9". Metrisk kan formen beskrives som bestående af 4 linjer à 4 slag, hvor den første, anden og fjerde linje er katalekte, dvs. at det sidste, fjerde slag kun er realiseret som en pause, mens den tredje, fulde linje er delt i to med ind-rim, hvor de tre øvrige linjer har ende-rim. Virkningen er at det går langsomt i begyndelsen (på grund af pausen mellem linjerne), hurtigere i midten, og atter bremser op til slut.
Indholdsmæssigt skal den første linje ifølge traditionen ende med et stednavn. Resten af limericket lægger derpå op til en humoristisk pointe i forbindelse med slutlinjen. 
Et limerick følger en bestemt rytme:
da DUM da/da DUM da/da DUM (da)
(da) da DUM da/da DUM da/ da DUM (da)
(da) da DUM da/da DUM (da)
(da) da DUM da/da DUM (da)
(da) da DUM da/da DUM da/da DUM (da)

## Historie
Betegnelsen "limerick" har en uklar oprindelse, og selv om der er teorier om en forbindelse til den irske by Limerick, er denne forbindelse aldrig verificeret. Første kendte forekomst af begrebet "limerick" på engelsk er fra 1896 i et brev fra Aubrey Beardsley. Ordet blev brugt om en selskabsleg, hvor hver af gæsterne fandt på et vrøvlevers, og alle sang i kor refrainet "Will you come up to Limerick?" Et andet muligt ophav er ordet learic, efter Edward Lear (1812-1888) Hans børnebog A Book of Nonsense fra 1846 gjorde limerickformen populær.  Den tidligste brug af ordet "limerick" er imidlertid på fransk. 
Edward Lear sagde, at idéen til hans digte kom fra et af barndommens vrøvlevers, der begyndte med linjen: There was an old man of Tobago -. Selv skrev Lear i sin bog fra 1846:
There was an old man who supposed
that the street door was partially closed;
but some very large rats
ate his coat and his hats
while the futile old gentleman dozed. 
Lears tidlige limerick er altså helt uden stednavn og har heller ingen frivol pointe.

## Eksempler
Alvilda i Tisvildeleje
en fiskebutik ville eje,
hun købte en disk,
men alt gik i fisk,
nu ejer hun ikke en reje.
Jomfru Esther gik til fest i Herstedvester,
som er den by, hvor jomfru Esther fester.
Men på vejen hjem fra ballet
da blev jomfru Esther knaldet.
Jomfru Esther hed herefter bare Esther.
(Bjarne Krogh-Pedersen)
En gammel kone fra Brønshøj
Sagde: "Nej, jeg vil ikke ha' høns, føj!
For skønt de er rare
så ender det bare
med pletter af æg på min søns tøj.
(Per Vadmand)

## Anti-limerick
Den måde som limerick er opbygget på, er så velkendt at der ligefrem kan laves sjov hermed. Denne type limerickvers, som bevidst ikke overholder spillereglerne helt, kaldes for anti-limerick.

Nedenstående eksempel laver spøg med strukturen og anvender for mange stavelser i linje 5:
En limerickdigter fra Sigte
fik ingen succes med at digte.
Når man spurgte ham: "Hvorfor?",
svared’ han: "Jo, det er mest når
jeg skal skrive linje fem så får jeg temmelig ofte alt for mange stavelser puttet ind i det."
En limerick-digter fra Rønne
gjorde sit bedste, så vidt man kan skønne.
På slutningen fik
han dog ikke skik:
"Her er da vist lidt for månge ståvelser" … var det sidste man hørte fra Rønne.
En limerick-digter hed Bo.
Han nåede kun til linje to.

Eller:
En limerickist fra Hobro
gik i stå i linje to. 

## "Habakuk"s bedste
Jørgen Hartmann-Petersen var en rim-artist af de sjældne, også når det gjaldt limericks:
Den gamle greve på Tranekær
var såvel kvinde- som barnekær.
Han tog hver dag en ny
og befolked' en by
så nu ved vi, hvordan I er farne her!

En kvælerslange forsvandt fra et cirkus i Tullebølle, og straks udpønsede Hartmann-Petersen en mulig skæbne for den:
Da en kvælerslange fra Tullebølle
kom væk fra de stier den skulle følle
den endte sit liv
under slagterens kniv
og nu bli'r den solgt som rullepølle.

## Politisk limerick
Boris Johnson digtede et smæde-limerick om den tyrkiske præsident Erdogan:
There was a young fellow from Ankara,
who was a terrific wankerer
till he sowed his wild oats,
with the help of a goat,
but he didn’t even stop to thankera.'' 
En lyriker kendt i Tyrkiet
skrev vers, men de blev blot fortiet.
Så råbte hun op.
Tyrkiet sagde stop.
Mon hun får asyl i Tjekkiet? 